# Ирзаев, Виталий Владимирович
Виталий Владимирович Ирзаев (11 мая 1969) — советский и российский футболист, защитник.

## Биография
Воспитанник казахстанского футбола (г. Шевченко). В 1987 году дебютировал во взрослых соревнованиях во второй лиге в составе томского клуба «Манометр», вскоре переименованного в «Томь». Во время службы в армии играл за новосибирскую «Звезду», затем в последних сезонах первенства СССР выступал за «Кузбасс» (Кемерово) и снова за «Томь». В 1992—1994 годах играл в первой и второй лигах России за новосибирский «Чкаловец».
В 1995 году выступал в высшей лиге Казахстана за «Мунайши» (Актау). Дебютный матч сыграл 5 мая 1995 года против павлодарского «Ансата». Всего в мае-июне 1995 года сыграл 4 матча в высшей лиге и одну игру в Кубке Казахстана.
В 1996 году в очередной раз вернулся в «Томь» и провёл в команде пять сезонов. В 1997 году стал победителем зонального турнира второго дивизиона. Всего за томский клуб в 1987—1988, 1991, 1996—2000 годах сыграл в первенствах СССР и России 170 матчей и забил 6 голов, во всех турнирах — 186 матчей и 6 голов.
В последние годы карьеры выступал за новосибирский «Чкаловец-Олимпик», а также снова за клуб из Актау, носивший название «Мангыстау». В сезоне 2001 года сыграл 9 матчей в высшей лиге Казахстана.
После окончания игровой карьеры живёт в Новосибирске. Принимает участие в матчах ветеранов. Окончил Новосибирский государственный технический университет (2007).